# Torneo masculino de fútbol en los Juegos Centroamericanos y del Caribe de 2023
Los XXIV Juegos Centroamericanos y del Caribe fue la XXIV edición, con sede en San Salvador, sede de los juegos, y capital de El Salvador.

## Equipos participantes
La selección de Colombia no participó en la competición para esta edición, por lo que fue removida.
| Equipos participantes | Equipos participantes | Equipos participantes | Equipos participantes |
| --------------------- | --------------------- | --------------------- | --------------------- |
| Centro Caribe Sports  | Honduras              | República Dominicana  |                       |
| Costa Rica            | Jamaica               |                       |                       |
| El Salvador           | México                |                       |                       |

## Fase de grupos

### Grupo A
| Selección            | Pts. | PJ | PG | PE | PP | GF | GC | Dif |
| -------------------- | ---- | -- | -- | -- | -- | -- | -- | --- |
| México               | 4    | 2  | 1  | 1  | 0  | 3  | 1  | 2   |
| El Salvador          | 2    | 2  | 0  | 2  | 0  | 2  | 2  | 0   |
| República Dominicana | 1    | 2  | 0  | 1  | 1  | 1  | 2  | -1  |

| 28 de junio de 2023 | México                   | 2:0 (2:0) | República Dominicana | Estadio Las Delicias, Santa Tecla |                        |
| 20:00               | J. Gómez 8' · Ambriz 39' | Reporte   |                      | Árbitro(s): Julio Lara            | Árbitro(s): Julio Lara |

| 30 de junio de 2023 | República Dominicana | 1:1 (0:1) | El Salvador  | Estadio Las Delicias, Santa Tecla |                               |
| 20:00               | Messina 71'          | Reporte   | 37' Cerritos | Árbitro(s): Christopher Mason     | Árbitro(s): Christopher Mason |

| 2 de julio de 2023 | El Salvador | 1:1 (0:0) | México      | Estadio Las Delicias, Santa Tecla |                         |
| 20:00              | Vásquez 46' | Reporte   | 64' Carillo | Árbitro(s): David Gómez           | Árbitro(s): David Gómez |

### Grupo B
| Selección            | Pts. | PJ | PG | PE | PP | GF | GC | Dif |
| -------------------- | ---- | -- | -- | -- | -- | -- | -- | --- |
| Costa Rica           | 6    | 3  | 2  | 0  | 1  | 7  | 1  | 6   |
| Honduras             | 4    | 3  | 1  | 1  | 1  | 3  | 3  | 0   |
| Centro Caribe Sports | 4    | 3  | 1  | 1  | 1  | 3  | 3  | 0   |
| Jamaica              | 1    | 3  | 0  | 1  | 2  | 2  | 8  | -6  |

| 28 de junio de 2023 | Honduras        | 1:1 (0:1) | Jamaica     | Estadio Las Delicias, Santa Tecla |                           |
| 14:00               | Maldonado 90+2' | Reporte   | 41' Webster | Árbitro(s): Jaime Herrera         | Árbitro(s): Jaime Herrera |

| 28 de junio de 2023 | Costa Rica | 0:1 (0:0) | Centro Caribe Sports | Estadio Las Delicias, Santa Tecla |                            |
| 17:00               |            | Reporte   | 80' Ortiz            | Árbitro(s): Yadel Martínez        | Árbitro(s): Yadel Martínez |

| 30 de junio de 2023 | Centro Caribe Sports | 1:2 (1:1) | Honduras             | Estadio Las Delicias, Santa Tecla |                            |
| 14:00               | Ortiz 16'            | Reporte   | 28' Arzú · 46' Elvir | Árbitro(s): Oliver Vergara        | Árbitro(s): Oliver Vergara |

| 30 de junio de 2023 | Jamaica | 0:6 (0:3) | Costa Rica                                                             | Estadio Las Delicias, Santa Tecla |                                |
| 17:00               |         | Reporte   | 13' Acuña · 24' Vargas · 31' 64' Rodríguez · 82' Zamora · 89' Azofeifa | Árbitro(s): Filiberto Martínez    | Árbitro(s): Filiberto Martínez |

| 2 de julio de 2023 | Centro Caribe Sports | 1:1 (0:0) | Jamaica   | Estadio Las Delicias, Santa Tecla |                             |
| 14:00              | Franco 79'           | Reporte   | 50' Daley | Árbitro(s): Adonis Carrasco       | Árbitro(s): Adonis Carrasco |

| 2 de julio de 2023 | Honduras | 0:1 (0:0) | Costa Rica | Estadio Las Delicias, Santa Tecla |                           |
| 17:00              |          | Reporte   | 78' Zamora | Árbitro(s): Diego Montaño         | Árbitro(s): Diego Montaño |

## Fase final

### Cuadro de desarrollo
|  | Semifinales 4 de julio | Semifinales 4 de julio |   |          | Final 6 de julio        | Final 6 de julio |  |
|  |                        |                        |   |          |                         |                  |  |
|  |                        |                        |   |          |                         |                  |  |
|  | México                 | 3                      |   |          |                         |                  |  |
|  | Honduras               | 0                      |   |          |                         |                  |  |
|  |                        |                        |   |          |                         |                  |  |
|  |                        |                        |   |          |                         |                  |  |
|  |                        |                        |   |          | México                  | 2                |  |
|  |                        | Costa Rica             | 1 |          |                         |                  |  |
|  |                        |                        |   |          |                         |                  |  |
|  |                        |                        |   |          |                         |                  |  |
|  |                        |                        |   |          | Tercer lugar 6 de julio |                  |  |
|  |                        |                        |   |          |                         |                  |  |
|  | Costa Rica             | 2                      |   | Honduras | 2                       |                  |  |
|  | El Salvador            | 1                      |   |          | El Salvador             | 1                |  |

### Semifinales
| 4 de julio de 2023 | México                              | 3:0 (2:0) | Honduras | Estadio Las Delicias, Santa Tecla |                            |
| 16:00              | López 18' · Ayón 45' · J. Gómez 64' | Reporte   |          | Árbitro(s): Yadel Martínez        | Árbitro(s): Yadel Martínez |

| 4 de julio de 2023 | Costa Rica     | 2:1 (1:0) | El Salvador | Estadio Las Delicias, Santa Tecla |                            |
| 19:30              | Vargas 33' 48' | Reporte   | 73' Sánchez | Árbitro(s): Nelson Salgado        | Árbitro(s): Nelson Salgado |

### Tercer lugar
| 6 de julio de 2023 | Honduras             | 2:1 (1:1) | El Salvador | Estadio Las Delicias, Santa Tecla |                         |
| 16:00              | Núñez 34' · Arzú 86' | Reporte   | 48' Sánchez | Árbitro(s): David Gómez           | Árbitro(s): David Gómez |

### Final
| 6 de julio de 2023 | México       | 2:1 (1:0) | Costa Rica | Estadio Las Delicias, Santa Tecla |                                |
| 19:30              | Ayón 21' 53' | Reporte   | 62' Soto   | Árbitro(s): Filiberto Martínez    | Árbitro(s): Filiberto Martínez |

|                           |
| Bandera de México         |
| Campeón México 7.º título |

## Estadísticas

### Goleadores
| Jugador          | Selección            | Goles |
| ---------------- | -------------------- | ----- |
| Ettson Ayón      | México               | 3     |
| Kenneth Vargas   | Costa Rica           | 3     |
| Exon Arzú        | Honduras             | 2     |
| Jesús Gómez      | México               | 2     |
| Anderson Ortiz   | Centro Caribe Sports | 2     |
| Doryan Rodríguez | Costa Rica           | 2     |
| Juan Sánchez     | El Salvador          | 2     |
| Álvaro Zamora    | Costa Rica           | 2     |

### Tabla general
| Pos.                               | Equipo               | Pts | PJ | PG | PE | PP | GF | GC | Dif. | Rend.  |
| ---------------------------------- | -------------------- | --- | -- | -- | -- | -- | -- | -- | ---- | ------ |
| Medalla de oro, América Central    | México               | 10  | 4  | 3  | 1  | 0  | 8  | 2  | 6    | 83.33% |
| Medalla de plata, América Central  | Costa Rica           | 9   | 5  | 3  | 0  | 2  | 9  | 4  | 5    | 60%    |
| Medalla de bronce, América Central | Honduras             | 7   | 5  | 2  | 1  | 2  | 5  | 7  | -2   | 46.67% |
| 4                                  | El Salvador          | 2   | 4  | 0  | 2  | 2  | 4  | 5  | -1   | 16.67% |
| 5                                  | Centro Caribe Sports | 4   | 3  | 1  | 1  | 1  | 3  | 3  | 0    | 44.44% |
| 6                                  | Jamaica              | 2   | 3  | 0  | 2  | 1  | 2  | 8  | -6   | 22.22% |
| 7                                  | República Dominicana | 1   | 2  | 0  | 1  | 1  | 1  | 2  | -1   | 16.67% |